# Saint-Bénigne
Saint-Bénigne là một xã ở tỉnh Ain, vùng Auvergne-Rhône-Alpes thuộc miền đông nước Pháp.
- Xã của tỉnh Ain